# التزامات تضامنية
الالتزام التضامني أو التعهد بالتضامن هو نوع من الالتزام في تشريعات القانون المدني يتيح لكلٍ من المتعهدين الارتباط معًا، فيكون كل منهم عرضة لطلب الأداء الكامل أو لكل من المتعهَد لهم بالتضامن معا فيكون لهم جميعًا أداءً واحدًا ولكل منهم الحق فيه كاملًا. في العموم، لا يكون التضامن في الالتزام ضمنيًا أبدًا، ويُنص عليه صراحة كإرادة حقيقية للأطراف. ينشأ الالتزام التضامني الدارج عن طريق بوليصات التأمين أو التوقيع المشترك على قرض. مثال دارج على الالتزام التضامني الناتج عن عملية قانونية هوالمسؤولية غير المباشرة. 
بالنسبة للفكرة نفسها، يمكن للتضامن أن يكون إما نشطًا أو سلبيًا. الالتزام التضامني النشط يكون بين الدائنين أو المتعهد لهم في الصفقة. ويكون سلبيًا بين المدينين أو المتعهدين بالصفقة. ويكاد الالتزام التضامني أن يكون دائمًا في صالح الدائنين لأنه إما سيتيح لأي من الدائنين المطالبة بالأداء الكامل للدين من المدين الوحيد عندما يكون الالتزام نشطًا. أو يتيح للدائن أن يحصل على الأداء الكامل لدينه من أي من المدينين العديدين في حالة أن يكون سلبيًا.
يمكن إرجاع أصل التضامن إلى فكرة رومانية عُرفت بال correalityوفيها أن الشيء الواحد يمتلكه أكثر من شخص. وفي تلك الحالات، يكون هناك التزامًا واحدًا. كان هناك تحول ونمو لتلك الفكرة أثناء الأنظمة القديمة قبل أن توضع في القانون المدني تحت حكم نابليون في 1804. 
في قانون لويزيانا، تُحكم الالتزامات التضامنية بنصوص 1789- 1806 من قانون لويزيانا المدني.

## الالتزامات التضامنية للمتعهد لهم
يعرف هذا بالالتزام النشط. التزام تضامني للمتعهد لهم وفيه يُعطي كل متعهَد له الحق في المطالبة بالأداء الكامل من المتعهد المشترك.
على سبيل المثال، إذا أقرض (أ) و(ب) معًا (ج) مئتيَ دولار وتم الاتفاق أن أي منهما له حق المطالبة بالمبلغ كاملًا من (ج) أثناء الرد، التزام (ج) برد المال هو تضامن بين المتعهد لهم أ وب . عامةً، الدفع الكامل لأي من المتعهد لهما يحقق الالتزام. 
مثال دارج على التعهد بالالتزامات التضامنية بين المتعهد لهم هو حساب البنك المشترك، عندما يكون هنالك اسمين أو أكثر على نفس الحساب. فيلتزم البنك بتوفير التمويل وقت مطالبة أي منهم به. ويحق لكل من المتضامنين سحب كامل المبلغ الموجود بالحساب. 

## الالتزام التضامني للمتعهدين
يعرف هذا بالتضامن السلبي. تعهد بالتضامن بين المتعهدين بحيث يكون كل متعهد عرضة لتحمل مسؤولية الأداء الكامل بطريقة تجعل تحمُل أحد المتعهدين للأداء الكامل يعفي البقية من الالتزام تجاه المتعهَد له. عمليًا، يتكرر هذا النوع من التضامن بشكل أكبر بكثير من النوع النشط. عندما يتشارك أحدهم التوقيع على طلب الحصول على القرض لصالح آخر. فإن كلاهما يصبح متعهدًا متضامنًا بالنسبة إلى الدين المستحَق. فيما يتعلق بالمساءلة للمتعهدين فيما بينهم، يعتبر الجزء المسؤول عنه كل متعهد في الالتزام التضامني النابع من التعاقد متساويًا إن لم ينَص على غير ذلك في الاتفاق.
يمكن للالتزام التضامني أيضًا أن يكون في عملية قانونية. في حالة الإساءة أو التقصير. إذا حدث لشخص ما ضررًا مستديمًا بسبب خطأ مشترك بين آخرين يكون الجناة مسؤولين بشكل متناسب عن خطئهم.

## الإعفاء من الالتزام التضامني
ما دام التضامن السلبي بالأساس ضمانة وفائدة للدائن أو المتعهد له، فيمكنه الإعفاء كما يحلو له. يمكنه الإعفاء لصالح أحد المتعهدين أو جميعهم. إذا أعفى من التضامن فقط أحد المتعهدين يكون لذلك تأثيرًا كبيرًا على حفظ حقه في الحصول على الأداء الكامل من المتعهدين الباقين المتضامنين في الالتزام، مخصومًا منه الجزء المدين به المتعهد الذي أعفي من التضامن. لا يستطيع المتضامنين الباقين طلب أي نوع من المساهمة من المتعهد المعفى إذا طلب من أحد المتعهدين أداء الحق كاملًا. يجب الإعلان عن الإعفاء من التضامن وإن كان ليس بحاجة أن ينفذ بطريقة رسمية.
عامة، يحدث الإعفاء من الالتزام عندما يستلم المتعهد له دفعة جزئية من الدين من أحد المتعهدين، برغم أن الدفع في حد ذاته ليس إعفاءً. تحت قانون لويزيانا المدني، يحتفظ المتعهد له الذي استلم جزءًا من الدين بشكل منفصل من أحد المتعهدين بالحق في الالتزام التضامني من جميع المتعهدين بخصم المبلغ الذي أديَ له.

## إسقاط الدين
في إسقاط الدين، يتنازل الدائن عن الدين. وبذلك يتحرر المدينين من الالتزام بالكامل. في سياق الالتزام التضامني، إذا أسقط المتعهد له الدين عن بعض، وليس كل المتعهدين، يقل المبلغ الملتزم به بمقدار يتناسب مع عدد الذين أسقط عنهم الدين. أي أن ما زال بإمكان المتعهد له مطالبة كل الباقين في الالتزام. ولكن حقه ينحصر في الدين غير المسقط فقط. 
على عكس الإعفاء من الالتزام بالدين، يؤثر الإسقاط على كامل الالتزام. فهو تقريبًا إقصاء المتعهد من الالتزام بالكامل. بإسقاط الدين، تتمثل الطريقة التقليدية بتسليم المتعهد له صك الالتزام إلى المتعهد. قد يفترض هذا التسليم أن الإسقاط كان مقصودًا به جميع الملتزمين المتضامنين، هذا يمكن استدراكه بإظهار الدليل أن المستفيد المقصود بإسقاط الدين هو الذي سُلم له الصك فقط وليس جميع المتعهدين. 

## إفلاس أحد المتعهدين
إذا أفلس أحد المتعهدين المتضامنين أي مر بإفلاس كامل مثلًا، فإن نصيبه من الدين يجب أن يعوضه المتعهدين المتضامنين الباقين بنسبة تتناسب مع عددهم. لا يؤثر إفلاس واحد أو أكثر من المتعهدين على العلاقة الكلية بين المتعهدين والمتعهَد له برغم ذلك لأن ما زال بإمكانه المطالبة بالأداء الكامل لحقه من واحد منهم فقط. 
حتى لو أدى أحد المتعهدين ما عليه من التزام، فما يزال عليه المشاركة بطريقة ما لتعويض الخسارة الناتجة عن إفلاس أحد المتعهدين الآخرين. يتحمل كل المتعهدين الخسارة الناتجة عن إفلاس متعهد متضامن بنسبة تتناسب مع أنصبتهم. وبذلك فإن متعهدًا أدى التزامه لن يكون عرضة لدفع أكثر من نصيبه العادل في التعويض. إذا لم يفلس أحد المتعهدين فإن الإعفاء من التضامن قد يرى على أنه حل وسط بين الالتزام الكامل بالتضامن. والتحرر الكامل من الالتزام الذي ينتج عن إسقاط الدين. 
على سبيل المثال، لنفترض أن أ، ب، ج، د  مطالبون معا للشخص (س) ب 10000 دولار. هذا يعني بالطبع أن من حق (س) المطالبة بالمبلغ كاملًا من أيٍ المتعهدين المتضامنين الأربعة. لنفترض أن (س) قد أعلن انتهاء الالتزام لصالح (أ) ،الذي قام بدفع 2500 دولار، ثم دخل (ب) في حالة إفلاس كامل. لسوء الحظ، ما زال هناك 7500 دولار مديونية ل (س)، الذي يستطيع تحصيل هذا المبلغ من (ج) أو (د) . نصيب (أ) الآن هو الثلث (تقريبا 3.333 دولار) وذلك لأن نصيبه قد تأثر بإفلاس (ب). لنفترض أن (ج) يدفع إلى (س) ال 7500 دولار، فيستطيع طلب مشاركة من (د) ب 3.333 دولار ومن (أ) ب 833 دولار، وهي حصته ال 3.333 دولار مخصومًا منها المبلغ الذي ساهم به بالفعل ال2500 دولار.

## التعويض
إذا أظهرت الوقائع اختصاص الالتزام التضامني بمتعهد واحد فقط، يكون مطالبًا إذن بالالتزام كاملًا. ويعتبر المتعهدون الآخرون كفلاء فقط. هذا يعني أنه بالرغم من أن الأطراف غير المعنية قد تُجبر على دفع بعض أو كل المال إلى المتعهد له، فإن باستطاعتهم طلب رد مساهماتهم كاملة من المتعهد المعني. 

## تعدي مهلة المطالبة
يمكن استخدام تعدي مدة المطالبة بالدين لأحد المتعهدين المتضامنين ضد جميع المتعهدين المتضامنين. من هنا، يمكن عادة لأي فعل أن يحمي من هذه المطالبة. فما يحمي متعهد واحد جميع المتعهدين الآخرين من تعدي مهلة المطالبة.  